# Pierdonato Cesi (Kardinal, 1522)

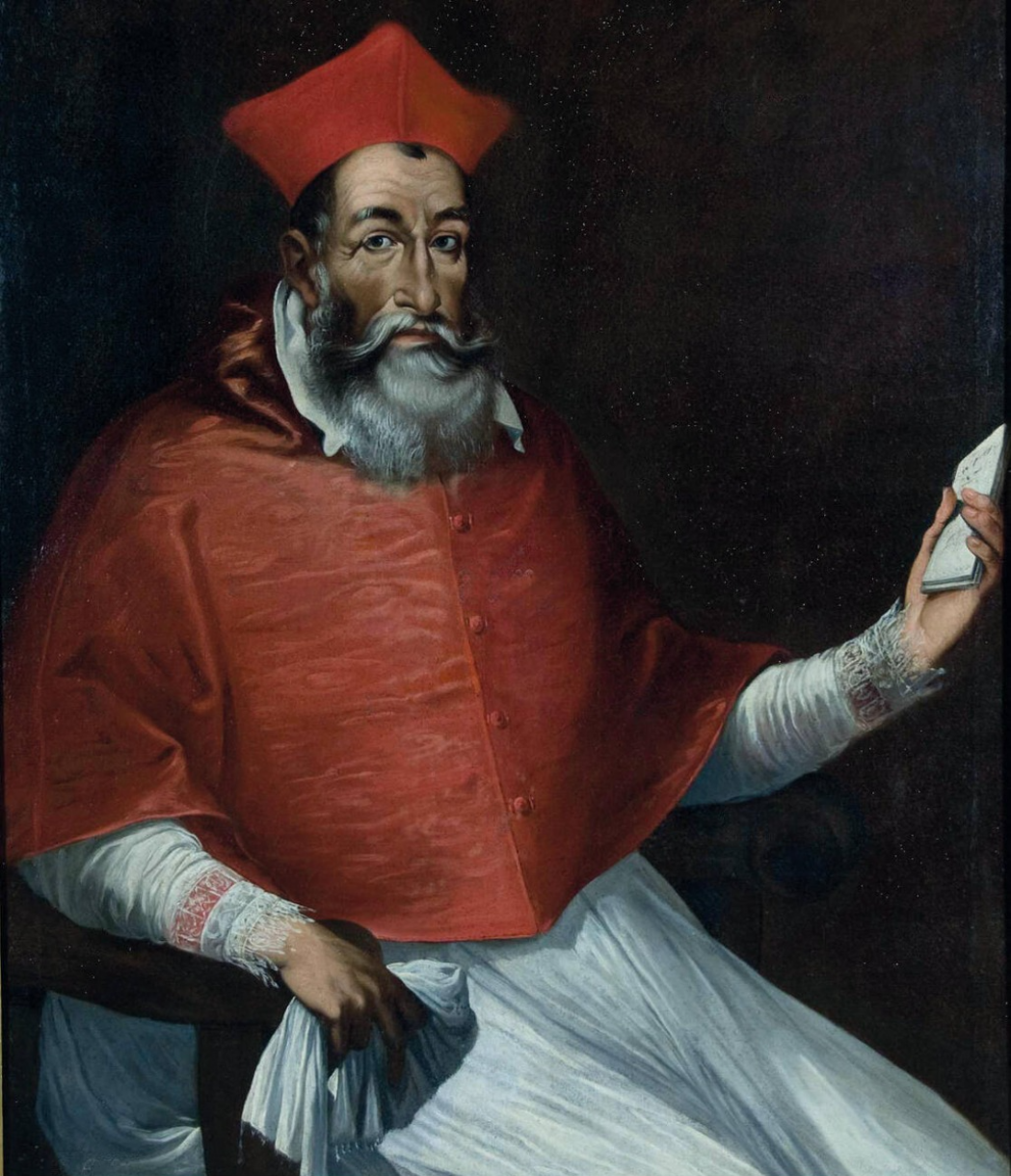
Pierdonato Kardinal Cesi (Portrait eines unbekannten Malers, 1580)

Pierdonato Cesi (der Ältere) (auch Pietro Donato Cesi, lateinisch Petrus Donatus Caesius; * 13. Mai 1522 in Rom oder in Todi; † 29. September 1586) war ein italienischer Kardinal der Römischen Kirche.

## Leben
Er entstammte einer weitverzweigten römischen Patrizierfamilie und war der Sohn von Venanzio Cesi, genannt Chiappino, und dessen Ehefrau Filippa Uffreduzzo. Pierdonato Cesi war ein Cousin der Kardinäle Paolo Emilio Cesi und Federico Cesi. Entfernt verwandt war er mit den Kardinälen Bartolomeo Cesi und dem jüngeren Pierdonato Cesi.

Kardinalswappen (modernes Schema)

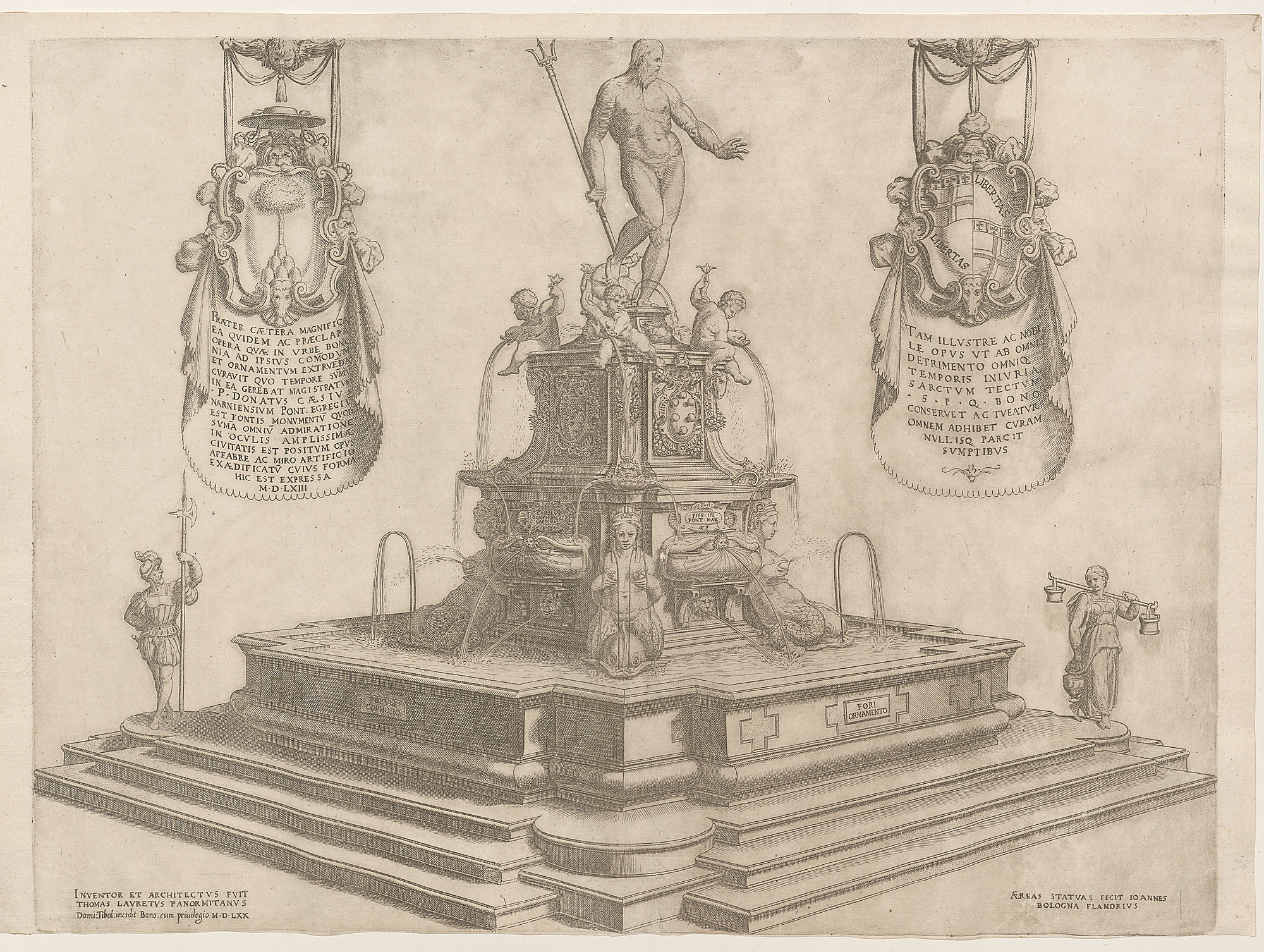
Wappen von Pierdonato Cesi (links) auf dem Kupferstich Der Brunnen auf dem Platz Scaffieri zu Bologna (1570)

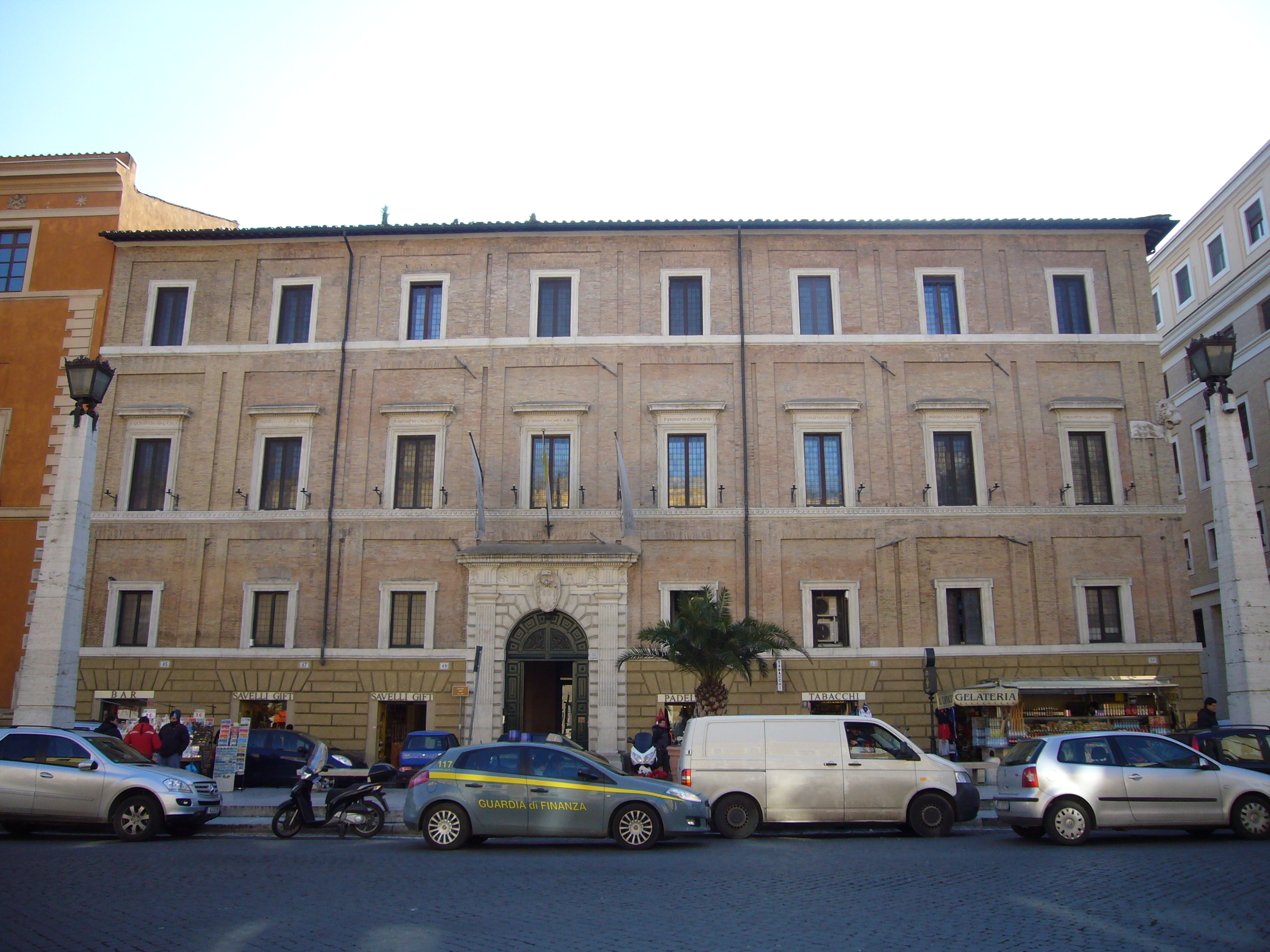
Palazzo Cardinale Cesi in der Via della Conciliazione 51

In Rom aufgewachsen, studierte er an den Universitäten von Ferrara und Perugia Recht und wurde von der Universität Bologna, an der er unter Andrea Alciato seine Studien fortgesetzt hatte, zum Doktor promoviert. Er beendete sein Studium in Ferrara und kehrte nach Rom zurück, wo er zum Hofstaat des Kardinals Federico Cesi zählte. Während des Pontifikats von Papst Paul III. war er Referendar an den Gerichtshöfen der Apostolischen Signatur und Päpstlicher Hausprälat. Über seine Weihen ist nichts bekannt, da er aber als Mitkonsekrator der Bischöfe Filippo Maria Campeggi und Giulio Sauli aufgeführt wird, muss er die Bischofsweihe empfangen haben. Da er Ende Februar 1547 beim Konzil in Trient eintraf, muss die Weihe vorher erfolgt sein.
Am 25. Juni 1546 wurde er zum Administrator von Narni ernannt; hiervon trat er im Jahr 1566 zurück. Pierdonato Cesi nahm 1547 am Konzil von Trient teil. Nach einigen Ämtern in den Päpstlichen Staaten wurde er am 23. März 1565 Kleriker der Apostolischen Kammer.
Im Konsistorium vom 17. Mai 1570 erhob Papst Pius V. ihn zum Kardinal. Den roten Hut und die Titelkirche Santa Barbara erhielt Pierdonato Cesi am 16. Juni desselben Jahres. Am selben Tag optierte er zur Titelkirche San Vitale. Er nahm am Konklave 1572 teil, das Papst Gregor XIII. wählte. Von 1580 bis 1584 war er Legat in Bologna. Er optierte am 28. Mai 1584 zur Titelkirche Sant’Anastasia. Pierdonato Cesi war Teilnehmer des Konklave 1585, aus dem Sixtus V. als Papst hervorging.
Als Wohnsitz erwarb er den Palazzo Cesi Armellini in der Via della Conciliazione 51. 
Beigesetzt wurde Kardinal Cesi in der römischen Kirche Santa Maria in Vallicella.